# 八木山ベニーランド
八木山ベニーランド（やぎやまベニーランド）は、宮城県仙台市太白区の八木山にある遊園地である。仙台市八木山動物公園とは道路を挟んで向かい合わせの位置にある。1968年（昭和43年）に開園した。ベニーランドの名称は、運営会社エイトリーの親会社にあたる八木山一帯を管理する不動産会社「紅久」に由来する。シンボルマークは「ベニーマーク」と呼ばれベニーランドの「ベ」を円で囲んで図案化し濁点を眼、「へ」を口に見立て子供の笑顔をイメージしており、同マークをモチーフとしたマスコットキャラクターとして男の子の「ベニーニョ」と女の子の「ベニーニャ」が制定されている。開園期間は例年3月初旬から翌年の成人の日までで、11月下旬から12月中旬及び1月初旬は土日祝日のみの開園となる。1月中旬から3月初旬及び12月下旬は土日祝日も休園となる。
山形県上山市にあるリナワールドと共に「南東北遊園地協議会」を結成している。

## 沿革
1968年（昭和43年）4月14日に東北地方で初めての総合遊園地として開園した。八木山動物公園の開園から3年後のことである。開園当時のアトラクションの数は15で、ジェットコースターやゴーカート、ティーカップ、回転ブランコ、宇宙ロケットなどがあった。ジェットコースターやゴーカート、ティーカップは移転やリニューアルを経て今でも現役であるが、回転ブランコや宇宙ロケットなど後年に廃止されたアトラクションもいくつかあった。開園後、観覧車の新設などアトラクションの充実が図られ、1980年4月27日には2回転宙返りのコークスクリューが設置された。これは、アトラクションマシンの大型化、外国製マシンの導入という点で画期的だったという。アトラクションの拡充はその後も続けられ、現在は30近いアトラクションが利用者を楽しませている。

### 年表
- 1930年（昭和5年）、「八木山遊園地」開園。
- 1968年（昭和43年）
  - 4月14日、「八木山ベニーランド」開園。
  - 7月7日、ウルトラセブン、快獣ブースカ、チャメゴン、エレキング、イカルス星人らを招き、開園後初の撮影会を開催。
- 1980年（昭和55年）、来園者数がピークの約50万人を記録[1]。
- 2007年（平成19年）6月3日、「第1回仙台コスプレフェスティバル」が開催され、約400名が参加した[4]。同年10月28日には第2回が「ハロウィンフェスタ」として開催され、東北各県だけでなく関東地方からも含め、700名を超える参加者が集まった。
- 2011年（平成23年）3月11日、東北地方太平洋沖地震（東日本大震災）により、園内の一部遊具の土台が地盤ごと崩れるなどの被害を受けて休園、4月15日に営業再開。
- 2017年（平成29年）2月20日、翌年に当園が開園50周年を迎えるのに合わせ、「あおがく」（仙台市）が（2代目）観覧車の命名権を取得し「観覧車～Presented by仙台あおば学舎」と名付けられ、当シーズンの開園日である3月11日より2年間使用されることが発表された[5]。
- 2020年（令和2年）、2019新型コロナウイルス感染拡大のため4月11日から5月22日まで42日間にわたり休業。5月23日営業再開[6]。

## テーマソング
1968年（昭和43年）4月14日の開園を記念してベニーランドのテーマソングが作られた。真崎冬彦が作詞、越部信義が作曲、天地総子が歌を担当した。その後、東北地方各県でベニーランドのコマーシャルが流され、宮城県のみならず、東北各県でなじみの歌となった。そのメロディは替え歌にされて地元の高校野球の応援に用いられてきたが、近年はプロ野球の東北楽天ゴールデンイーグルスのチャンステーマとしても使用されている。2002年4月に第一興商の「メロDAM」にて、携帯電話着信メロディ配信サービスが行われた際には、ダウンロード数は2万件を越えた（現在は終了）。
作曲者、作詞者、歌手は長い間不明とされてきたが、2006年7月にテーマソングが初めてCD化され園内で発売された際に、作詞者と歌手が判明した。さらに2007年4月25日に発売された『宮城なつかCM大全集』では企画段階からラインナップの目玉とされ、担当者が奔走して作曲者を越部信義と突き止めた。
この他、2007年9月22日に発売されたCD『天地総子大全〜フーコのコマソン・パラダイス』や、同年11月23日に発売された『懐かしのせんだいCM大百科』にテーマソングが収められた。同年には天地本人が初めてベニーランドに来園している。
歌詞は5番まで存在し、当時録音された音源は3番までしかなったが、懐かしのせんだいCM大百科の続編として制作された「決定版　懐かしのせんだいCM大百科」で全編が天地による歌唱で採録された。
プロ野球チームの東北楽天ゴールデンイーグルスのチャンステーマとして他地域にも知られるようになったが、他地域ではガリガリ君のCMソングと間違える人もいる。また、チャンステーマとして宮城県仙台第二高等学校が用いている。
宮城を舞台とした漫画「ハイキュー!!」のアニメ版では登場人物の一人がテーマソングを鼻歌で歌うシーンがあり、仙台を舞台としたアニメ「Wake Up, Girls!」の2014年公開の劇場版「7人のアイドル」で芸能事務所社長がテーマソングのサビの一部を歌っている。また、仙台出身の落語家春風亭与いちがこのテーマソングを出囃子にしている。
2020年1月には日清のカップヌードル「2020年！地元から沸かせ！#地元CMフェス」の宮城県向けコマーシャルにて、ベニーランドのコマーシャルをモチーフとしたパロディコマーシャルが放送された。

## 園内施設

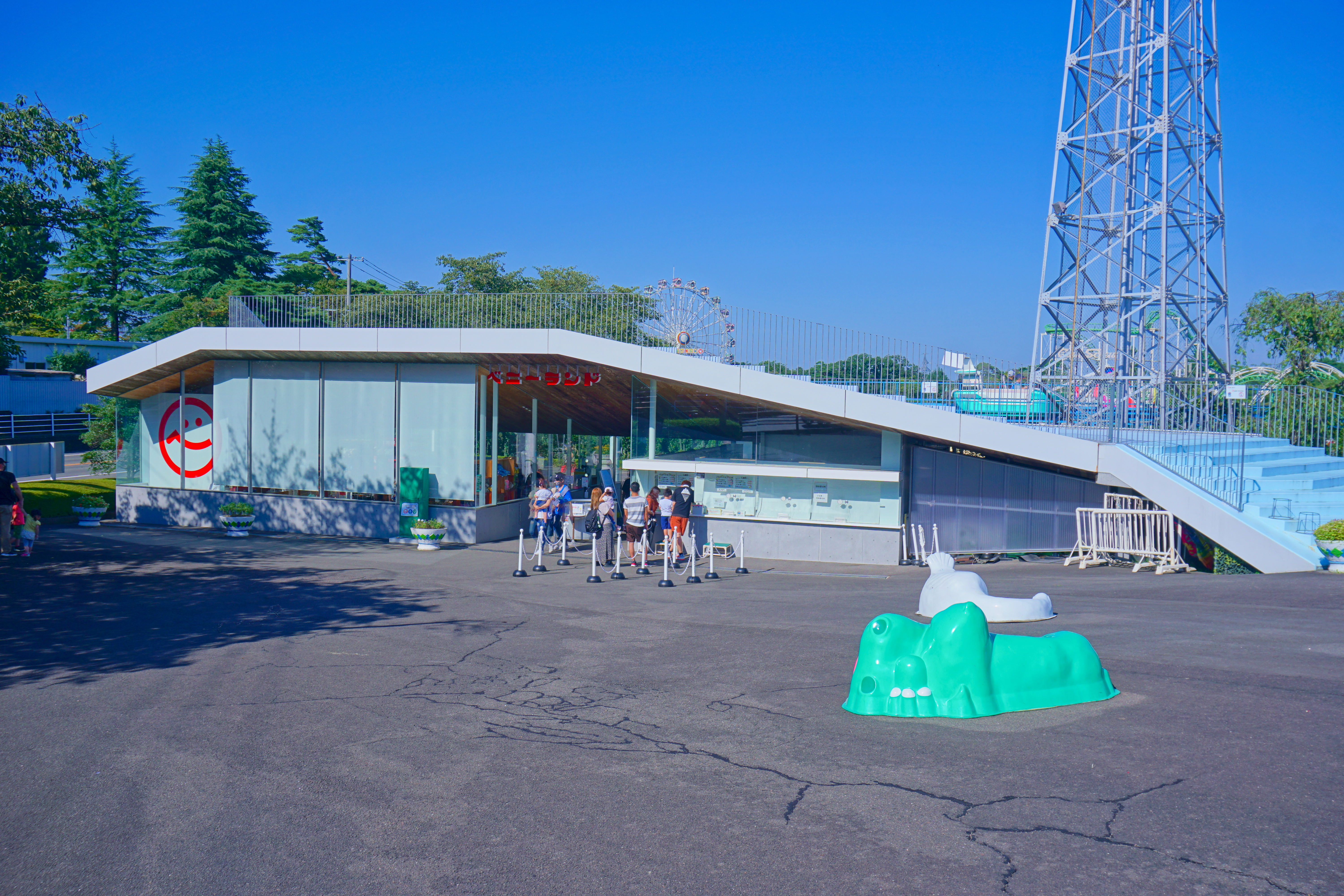
エントランス付近

アトラクション
- 八木山サイクロン
  - 1988年導入[11]。アロー製、全長600m、最高部25m、最大斜度55度、6人乗り5両編成、最高時速70km、最大過重力3.7G[12]。
- 観覧車（2代）
  - 1992年導入[5]。ミゼッティ工業製、6人乗りゴンドラ24基、直径32.4m、最高部35m[13][14]。外観はイタリア製の約1万個のイルミネーションで飾られ、ゴンドラは大家族世帯の利用を意識し定員6人で木目調の壁紙や合成皮革張りの座席といった大正ロマンをイメージした豪華な内装とし総工費は通常の30m級観覧車の3倍にあたる3億円規模となった[15]。
  - 八木山風致地区（93.9ha）[16][17]の指定区域内にあり、規制に合わせ最高35mの規模としている。最高部の標高は180mに達し、東に仙台市都心部・仙台湾・牡鹿半島、北に泉ヶ岳・七ツ森、南西に蔵王連峰などを望むことが出来る[13]。
- コークスクリュー
  - 1980年導入[1]。アロー製、全長430m、最高部22m、最大斜度42.5度、4人乗り6両編成。
  - 2021年3月には車両をとしまえんから譲渡された編成に変更[5]。旧編成は再塗装の上で2023年よりルスツリゾートにて使用[18]。
- キッズトレイン東西線[19]
  - 2018年導入、4人乗り車両×4台、路線長166m。仙台市交通局監修のもと地下鉄東西線2000系電車を模した車両を走行させるミニ列車。
- メガダンス
  - 2002年導入、としまえんから移設[1]。フス製[20]、最大斜度140度、最大過重力5G[21]。
- エアロ5
  - 2015年導入[11]。ザンペーラ製、2人乗り5両編成、全長109m[22]、最高時速14.8km[1]。
  - 2020年11月12日に放送されたバラエティ番組「最高の最下位」の検証によれば、日本一遅いジェットコースターとされる[23]。
- ミニサイクロン
  - 2023年3月導入[24]。ミゼッティ工業製、4人乗り4両編成、全長270m[25]。2022年廃止のジェットコースターの後継として整備され[1][26]、としまえんから車両を譲受[27]。
- スカイジェット
- ゴーカート（1968年導入、2006年コース移設[11]）
- テレコンバット（1985年導入[11]）
- バルーンレース（1990年導入[11]）
- パラトルーパー（1987年導入[11]）
- メリーゴーラウンド
- 弁慶号（1989年導入[11]）
- コーヒーカップ（1981年導入[11]）
- ダックス（1969年「クレージーカー」として導入[28]、2005年リニューアル[11]）
- ロッキンタグ（2008年導入[11]）
- フアフア
- トランポリン
- トリッピングカー（1996年導入[11]）
- マイカート
- アクアブラスター
- キッズ乗り物
- アーケードゲーム
- ちびっこパワーショベル
- 洋弓（1968年導入[11]）
- ミステリーハウス（1971年導入[11]）

サービス施設
- サービスセンター
- フードショップ
  - 噴水前食堂
  - ファストフードショップ（コーヒーカップ前店・キッズトレイン前店・メガダンス前店）
- 野外ステージ
- ふれあいホール
- レストハウス
- 芋煮会施設
- 越路神社（ベニー神社） - 八木山の開発を行った5代目八木久兵衛が1926年に開設した「越路山神社」の神体を1996年に遷座し開設[29]。

過去の施設
- ベニータワー
  - 高さ30mの回転式展望塔。1968年導入、1978年の宮城県沖地震により塔体にずれが生じ廃止、敷地はコークスクリューに転用[30]。
- 宇宙ロケット（1968年導入[11]）
- チェーンタワー（1968年導入[11]）
- おとぎの馬車（1968年導入[11]）
- 子供の国（1968年導入[11]）
- 回転ブランコ（1968年導入[11]）
- ささやきの小径（1968年導入[11]）
- 荒野の野砲（1968年[11]-2011年[31]）
  - 圧縮空気式の砲台で軟式野球ボールを撃ち出し、谷の向こうの怪獣などを描いたテント生地製の的に当てる射撃アトラクション。東日本大震災によるネット付近の崩落などにより廃止。
- 初代観覧車（1971年導入）[5]
- アストロライナー[32]
- トップスピン2（1995年-2017年）[11]
- 幽霊屋敷（1997年-2017年）[11]
- 3D立体時空館（1997年-2013年）[33]
- ジェットコースター（1968年-2022年）
  - 全長300m（チャンネル型レール）、最高部8m、最大斜度35度、4両編成定員14名（先頭車2人+4人乗り×3両）、最高時速50km[34]。
  - 初代・2代目は特急列車をイメージした車両を使用[34][35]、2代目は3両編成の車両に更新の後[35]、1982年に導入した「銀河鉄道999」をイメージし蒸気機関車を模した3代目車両を40年間使用[34]。保護者同伴であれば3歳からでも乗車可能である[36]。東北最古のジェットコースターとして多くの人に親しまれたが[36]、安全性に問題はないものの老朽化は避けられないとし[35]、今後の維持は困難として2022年11月14日をもって引退[36]。走行開始以降延べ800万人が乗車し[35]、無事故を貫いていた[36]。
- パイラット
  - 1982年導入[11]。西ドイツ製、最大傾斜75度、54席。
  - 2024年4月12日に帆柱付近のアルミパイプが破断し人形などの装飾が脱落し客席に落下[37]。その後点検で老朽化による支障があるとして営業を終了、2026年を目標に後継機種の導入を検討する。

## 所在地・アクセス
所在地
- 宮城県仙台市太白区長町字越路19番地1

周囲の住所は八木山本町だが、ベニーランドや動物公園後背地があるこの地区は住居表示が実施されていないため、飛地状態で「長町」の地名となっている（動物公園自体は、八木山本町一丁目43番1号となっており、住居表示実施済）。
アクセス
- 地下鉄：仙台市地下鉄東西線・八木山動物公園駅下車。
- バス：「八木山ベニーランド前」停留所下車。
- 駐車場：600台（普通車500円/日・バス1000円/日。障害者用駐3台分含む）